# Dimorphanthera parvifolia
Dimorphanthera parvifolia är en ljungväxtart som beskrevs av J. J. Smith. Dimorphanthera parvifolia ingår i släktet Dimorphanthera och familjen ljungväxter. Inga underarter finns listade i Catalogue of Life.